# Antonio Ferro
Antonio Ferro (ur. 17 marca 1896, zm. 18 października 1937) – argentyński piłkarz, grający podczas kariery na pozycji obrońcy.

## Kariera klubowa
Antonio Ferro podczas piłkarskiej kariery występował w Independiente Avellaneda.

## Kariera reprezentacyjna
W reprezentacji Argentyny Isola występował w latach 1917–1918. W reprezentacji zadebiutował 18 lipca 1917 w wygranym 2-0 meczu z Urugwajem, którego stawką było Gran Premio de Honor Uruguayo. W tym samym roku wystąpił w Mistrzostwach Ameryki Południowej.
Na turnieju w Montevideo wystąpił we wszystkich trzech meczach z Brazylią, Chile i Urugwajem. Ostatni raz w reprezentacji Ferro wystąpił 28 lipca 1918 w przegranym 1-3 meczu z Urugwajem, którego stawką było Gran Premio de Honor Uruguayo. Ogółem w barwach albicelestes wystąpił w 8 meczach.
| Mecze i gole w reprezentacji | Mecze i gole w reprezentacji | Mecze i gole w reprezentacji | Mecze i gole w reprezentacji | Mecze i gole w reprezentacji | Mecze i gole w reprezentacji | Mecze i gole w reprezentacji |
| #                            | Data                         | Miasto                       | Przeciwnik                   | Gol                          | Wynik                        | Rozgrywki                    |
| ---------------------------- | ---------------------------- | ---------------------------- | ---------------------------- | ---------------------------- | ---------------------------- | ---------------------------- |
| 1.                           | 18.07.1917                   | Montevideo                   | Urugwaj                      |                              | 0:0                          | Gran Premio                  |
| 2.                           | 15.08.1917                   | Avellaneda                   | Urugwaj                      |                              | 1:0                          | Copa Lipton                  |
| 3.                           | 02.09.1917                   | Montevideo                   | Urugwaj                      |                              | 0:1                          | Copa Newton                  |
| 4.                           | 03.10.1917                   | Montevideo                   | Brazylia                     |                              | 4:2                          | Copa América                 |
| 5.                           | 06.10.1917                   | Montevideo                   | Chile                        |                              | 1:0                          | Copa América                 |
| 6.                           | 14.10.1917                   | Montevideo                   | Urugwaj                      |                              | 0:1                          | Copa América                 |
| 7.                           | 18.07.1918                   | Montevideo                   | Urugwaj                      |                              | 1:1                          | Gran Premio                  |
| 8.                           | 28.07.1918                   | Montevideo                   | Urugwaj                      |                              | 1:3                          | Gran Premio                  |